# 前509年
| 千纪： | 前1千纪 |
| 世纪： | 前7世纪 \| 前6世纪 \| 前5世纪 |
| 年代： | 前530年代 \| 前520年代 \| 前510年代 \| 前500年代 \| 前490年代 \| 前480年代 \| 前470年代 |
| 年份： | 前514年 \| 前513年 \| 前512年 \| 前511年 \| 前510年 \| 前509年 \| 前508年 \| 前507年 \| 前506年 \| 前505年 \| 前504年                                                                                   |
| 纪年： | 周敬王十一年 魯定公元年 齊景公三十九年 晉定公三年 秦哀公二十八年 宋景公八年 楚昭王七年 卫灵公二十六年 陳惠公二十五年 蔡昭侯十年 曹隐公元年 郑献公五年 燕平公十五年 杞悼公九年 吴王阖闾六年 越王允常二年 |

## 大事記
- 羅馬王政時代第七任君主盧修斯·塔克文·蘇佩布被推翻，羅馬人民決定不再需要王，而是選出兩名最初稱行政長官，建立起由羅馬貴族掌權的羅馬共和國。
- 魯國第25任君主魯定公即位。
- 蔡昭侯入楚朝見楚昭王，被扣留3年。